# Urophyllum chinense
Urophyllum chinense är en måreväxtart som beskrevs av Elmer Drew Merrill och Woon Young Chun. Urophyllum chinense ingår i släktet Urophyllum och familjen måreväxter. Inga underarter finns listade i Catalogue of Life.